# 粉趾巨人捕鳥蛛
粉趾巨人捕鳥蛛（學名：Theraphosa apophysis）為亞馬遜捕鳥蛛的一種，分佈於南美洲委內瑞拉、巴西以及哥倫比亞一帶，捕食諸如昆蟲、其他蜘蛛等節肢動物，偶爾亦會制服小型脊椎動物（如蜥蜴、鼠類）。此物種體型龐大，綜合腳展長度以及體重，與同屬的另外兩種捕鳥蛛並列全球體積最大的蜘蛛。

## 附註
1. ↑  此物種有多個譯名：其足末呈粉紅色調，故在英文世界被通稱為「粉趾巨人捕鳥蛛」（Pinkfoot Goliath Birdeater）；學名中意指「觸肢」，根據生物學名翻譯慣例，又可稱之為「觸肢巨人捕鳥蛛」；由於此種最早發現地為委內瑞拉，故在華文世界又被通稱為「委內瑞拉巨人捕鳥蛛」或「委內瑞拉捕鳥蛛」。